# Polaniwka
Polaniwka (ukr. Полянівка) – wieś na Ukrainie, w obwodzie zaporoskim, w rejonie melitopolskim, w hromadzie Semeniwka. W 2001 liczyła 604 mieszkańców, spośród których 149 wskazało jako ojczysty język ukraiński, 454 rosyjski, a 1 białoruski.